# Pundo
Pundo, także Pungdo (dzong. དཔུང་རྡོ ) – tradycyjna bhutańska dyscyplina sportu podobna do pchnięcia kulą.
W pundo zawodnicy rzucają ponad kilogramowymi kulistymi kamieniami na jak najdalszą odległość. Kamień trzymają nad ramieniem i poprzez energiczny ruch ramienia wyrzucają kamień z ręki. Z reguły wygrywa ten zawodnik, który pośle swój kamień najdalej.
Sport uprawiany przez mężczyzn, w rozgrywkach może uczestniczyć dowolna liczba osób.